# Agios Georgios (Volvi)
Agios Georgios (griechisch Άγιος Γεώργιος (m. sg.)) ist ein Gemeindebezirk der Gemeinde Volvi in der nordgriechischen Region Zentralmakedonien. Er besteht aus den beiden am Strymonischen Golf gelegenen Stadtbezirken Asprovalta und Vrasna und ist nach einer Kirche in den Kerdyllia-Bergen benannt.

## Lage
Der Gemeindebezirk Agios Georgios liegt im Osten der Region Zentralmakedonien. Er erstreckt sich entlang der Küstenebene am Strymonischen Golf über 65,866 km² und reicht im Westen von den südlichen Ausläufern der Kerdyllia-Berge (Κερδύλλια Όρη) bis zu deren Höhenlagen im Nordwesten. Angrenzender Gemeindebezirk ist Arethousa. Südlich des Richios (Ρήχειος), der den Volvi-See in den Strymonischen Golf entwässert, liegt der Gemeindebezirk Rendina. Die Gemeinde Amfipoli grenzt im Norden an.
Der Küstenstreifen ist von Norden nach Süden zwischen Asprovalta, Nea Vrasna und Paralia Vrasnon nahezu übergangslos bebaut. Abseits der Küste an den südlichen Ausläufern der Kerdyllia-Berge liegt Vrasna.

## Verwaltungsgliederung
Im Rahmen der Gebietsreform 1997 wurde aus den beiden Landgemeinden Asprovalta und Vrasna die Gemeinde Agios Georgios gebildet. Diese ging gemäß der Verwaltungsreform 2010 in der neu gegründeten Gemeinde Volvi als einer von sechs Gemeindebezirken auf.
| Stadtbezirk | griechischer Name              | Code     | Fläche (km²) | Einwohner 2001 | Einwohner 2011 | Siedlungen                     |
| ----------- | ------------------------------ | -------- | ------------ | -------------- | -------------- | ------------------------------ |
| Asprovalta  | Δημοτική Κοινότητα Ασπροβάλτας | 07030201 | 24,850       | 3039           | 2838           | Asprovalta                     |
| Vrasna      | Δημοτική Κοινότητα Βρασνών     | 07030202 | 41,505       | 2427           | 2879           | Vrasna, Nea Vrasna, Paliambela |
| Gesamt      | Gesamt                         | 070302   | 66,355       | 5466           | 5717           |                                |

## Verkehr
Mit der EO 2 und A 2 verlaufen die bedeutendsten West-Ost-Verkehrsverbindungen Nordgriechenlands durch Agios Georgios. Die EO 2 folgt in Küstennähe der Streckenführung der römischen Via Egnatia, die A 2 westlich parallel dazu am Rande der Küstenebene. Über die Anschlußstelle 27 Vrasna/Asprovalta besteht eine Anbindung der EO 2 an die A 2.

## Tourismus

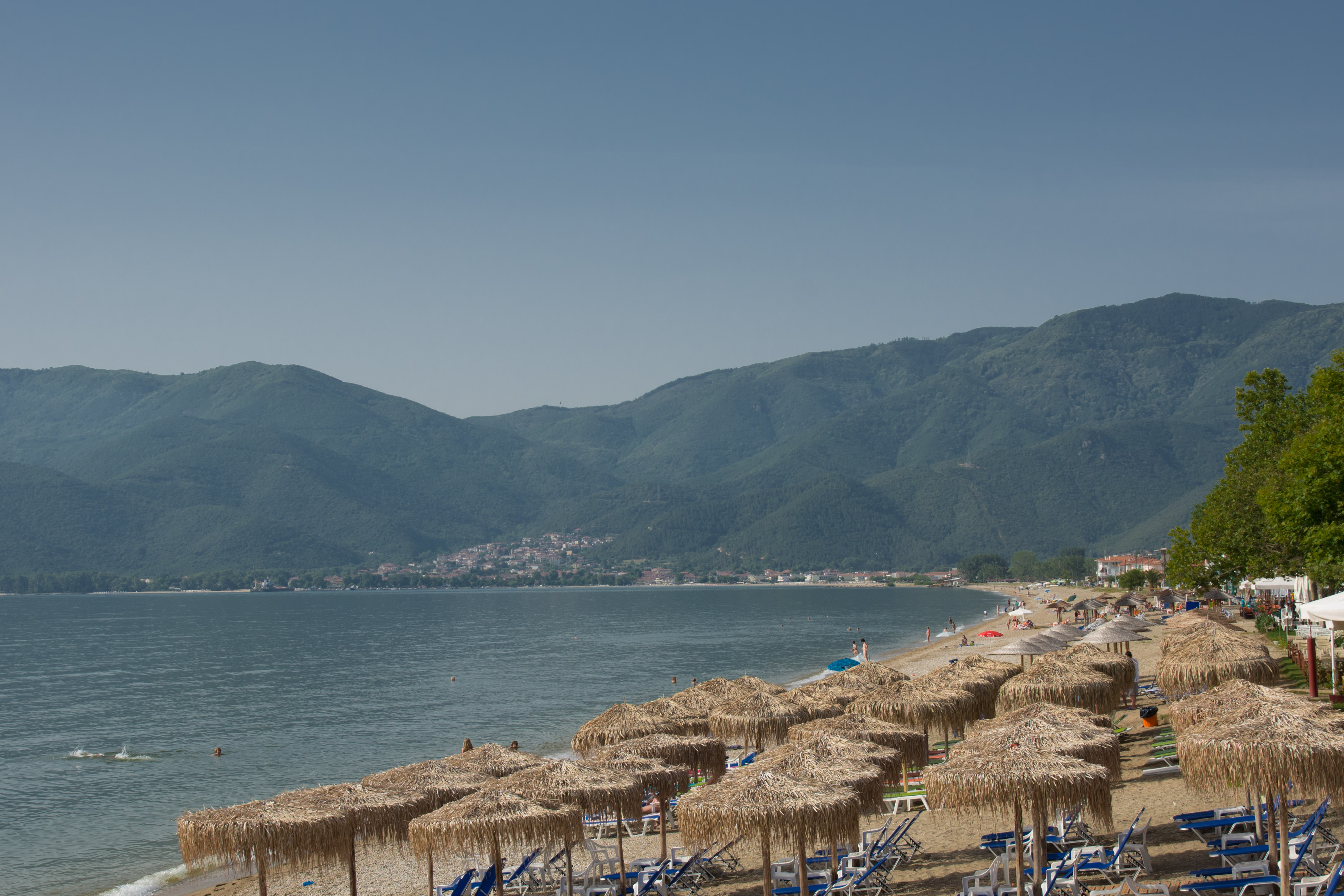
Strand von Vrasna

Aufgrund der Wasserqualität und der langen sauberen Strände ist der Bade- und Freizeittourismus in den Sommermonaten von großer Bedeutung. Vier Strände von insgesamt etwa 9 km Länge sind mit der Blauen Flagge ausgezeichnet. Seit 2010 werden die beiden Strandabschnitte von Vrasna uns Asprovalta regelmäßig auf ihre Wasserqualität nach der EG-Badegewässerrichtlinie überprüft und wurde seit 2012 immer mit ausgezeichnet bewertet.
Agios Georgios ist Ausgangspunkt zu den antiken Orten und Ausgrabungsstätten von Argilos und Amphipolis.